# Denver, le dernier dinosaure (série télévisée d'animation, 2018)
 (août 2020).
Si vous disposez d'ouvrages ou d'articles de référence ou si vous connaissez des sites web de qualité traitant du thème abordé ici, merci de compléter l'article en donnant les références utiles à sa vérifiabilité et en les liant à la section « Notes et références ».
Denver, le dernier dinosaure
Denver, le dernier dinosaure est une série d'animation en 3D française en 52 épisodes de 11 minutes, créée par Peter Keefe, diffusée à partir du 27 août 2018 sur la chaîne M6 dans l'émission M6 Kid et au Québec à partir du 3 juin 2019 sur Yoopa. 
La série est un reboot du premier dessin animé, Denver, le dernier dinosaure.

## Synopsis
Denver et Harry sont nés le même jour et ont grandi ensemble. Sauf que Denver est un dinosaure, le dernier de son espèce.
Ensemble, Harry, Denver, Charlotte et Dan, forment les Dinopotes.

## Fiche technique
- Titre : Denver, le dernier dinosaure
- Réalisation : Fabien Brandily
- Scénario : Peter Keefe
- Musique : Noam Kaniel
- Direction artistique : Nathanaël Bronn
- Production : Aton Soumache et Jérémy Zag
- Société de production : Zagtoon, Method Animation, On Kids & Family, Nexus Factory, Umedia
- Pays d'origine : France
- Langue originale : français
- Format : couleur - HDTV - 16/9 - son stéréo
- Genre : série d'animation
- Nombre d'épisodes : 52
- Durée : 11 minutes
- Date de première diffusion :
  - France : 27 août 2018

## Distribution
- Julien Crampon : Harry
- Kaycie Chase : Charlotte
- Emmylou Homs : Dan
- Karine Foviau : Jane
- Fily Keita : Miss Tucson
- Olivier Podesta : Spooky
- Christophe Lemoine : Jones
- Mathias Kozlowski : Peeble

## Épisodes
La série compte 52 épisodes de 11 minutes.
1. Une journée jurassique
2. Le Bones Town blog
3. Génialosaurus
4. Grouitch
5. Le remplaçant
6. Dinopanique
7. Attention passage de Dino
8. Dinosaure Dan
9. L'appel de la tototte
10. À la poursuite du ticket d'or
11. Super Dino Dan
12. Denverzilla
13. Cauchemar au crétacé
14. L'exposé de Denver
15. La forêt interdite
16. La cape Caméléon
17. Dinopolicier
18. Dinodomestique
19. Museum d'histoire tucsionienne
20. Dino délégué
21. Le crétacé sur le grill
22. Les premiers mots de Denver
23. Papa Denver
24. Dino ado
25. Dinocopie
26. Dino sur roulettes
27. Bienvenue à Bones Town
28. Un drone de dinosaure
29. Le trésor de Bones Town
30. Denver perd la boule
31. Chrono Dino
32. Dino Love
33. Amiral Denver
34. Dino dogme
35. Citoyen protégé
36. Le jour de la météorite
37. L'ombre du crétacé
38. Harrydroïde
39. Dans la peau de Denver
40. La fureur de Denver
41. Le ver est dans la pomme
42. Dino dimension
43. ADNver
44. Les pommes de jouvence
45. Tucson City
46. Les fossiles
47. 1,2,3 dino
48. La touche finale
49. Dino sans fin
50. Dans la tête de Denver
51. Assigné à résidence
52. Justice jurassique